# La Plaine
För andra betydelser, se La Plaine (olika betydelser).
La Plaine är en kommun i departementet Maine-et-Loire i regionen Pays de la Loire i nordvästra Frankrike. Kommunen ligger i kantonen Vihiers som tillhör arrondissementet Saumur. År 2022 hade La Plaine 1 016 invånare.

## Befolkningsutveckling
Antalet invånare i kommunen La Plaine
| Referens: INSEE |